# Xian d'Anhua
Le xian d'Anhua (安化县 ; pinyin : Ānhuà Xiàn) est un district administratif de la province du Hunan en Chine. Il est placé sous la juridiction de la ville-préfecture de Yiyang.

## Démographie
La population du district était de 948 946 habitants en 1999.